# Marie Couvent
Marie Couvent, född 1757, död 1837, var en afro-amerikansk filantrop. 
Hon föddes i Västafrika och kom till Saint-Domingue som slav vid sju års ålder. Hon fick aldrig någon formell utbildning, och förblev analfabet till sin död. Hon frigavs vid okänd tidpunkt, och anlände till New Orleans som flykting undan den haitiska revolutionen. Hon gifte sig med den fria afroamerikanska snickaren Gabriel Bernard Couvent (d. 1829), och byggde efter hand upp en förmögenhet på fastigheter, land och slavar. Paret fick inga barn. Hon är känd som grundaren av en skola för föräldralösa, Society for the Instruction of Indigent Orphans, som finansierades av hennes kvarlämnade förmögenhet och grundades 1848 av prästen Constatine Maenhaut enligt viljan i hennes testamente från 1832. 